# TC 텔레비시온
TC 텔레비시온(스페인어: TC Televisión)는 에콰도르의 텔레비전 채널이다.